# Фарро (божество)

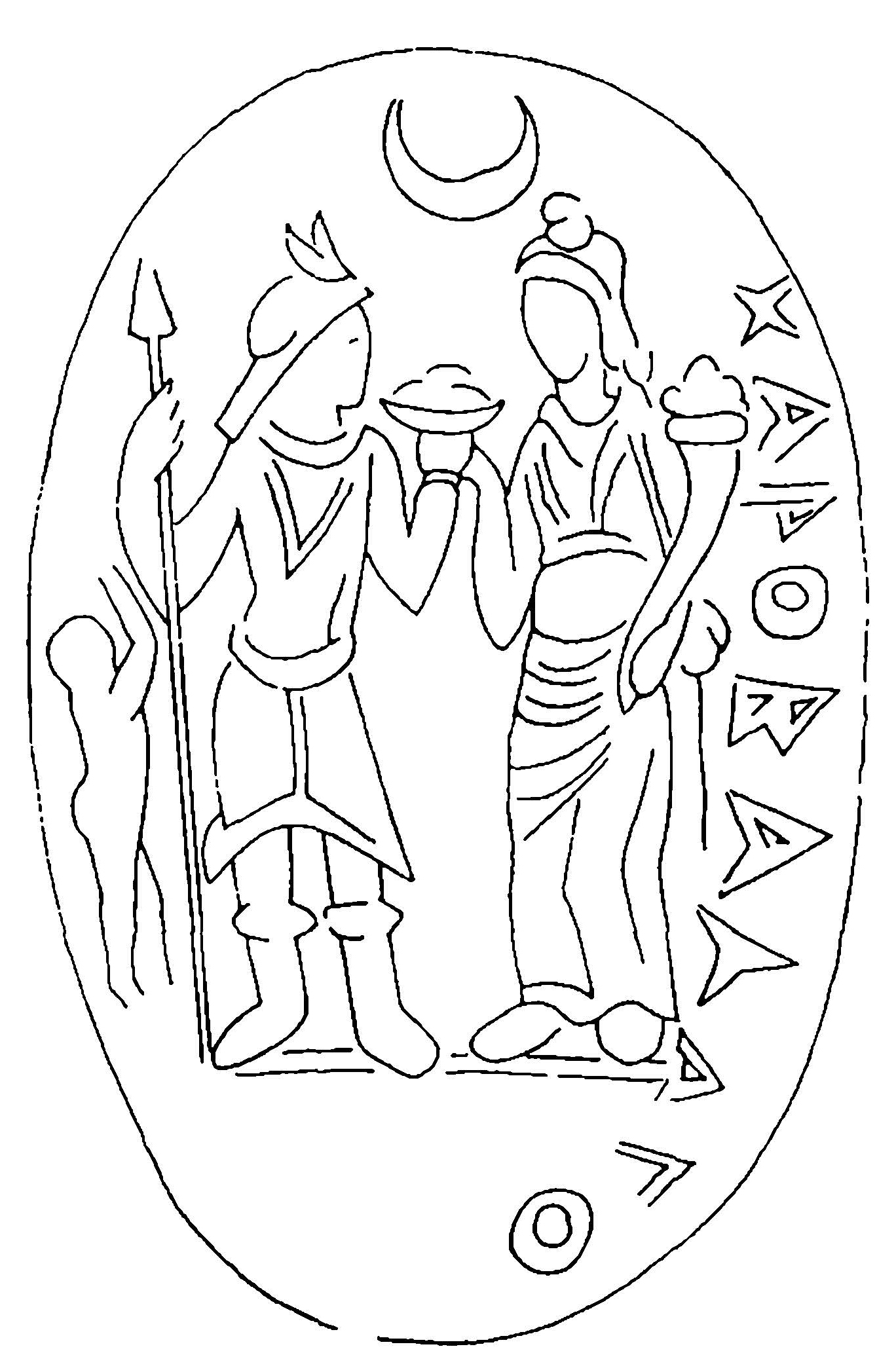
Бог Фарро и богиня Ардохш(?). Личная печать(?) махасатрапа из Махтуры по имени Харбалан (Харапаллан). Махасатрап – должность представителя высшей кушанской администрации в Индии времен Канишки. Печать датируется I-II вв. н.э.

Фарро (бактрийский «ФАРРО») – в мифологии кушан бог огня, благодати, успеха, славы и знатности, часто изображавшийся в виде мужчины, объятого пламенем либо несущего в руке огонь. Один из основных божеств в кушанском пантеоне.
Параллелен иранскому Фарну, который, в свою очередь, восходит к древнеиранскому Хварну – образу солнечного сияющего начала, божественного огня. По мнению исследователей, образ кушанского Фарро тесно связан также с образом Куберы,  - одноглазым богом богатства, получившим в буддизме имя «Кубера Вайшравана». Иногда (преимущественно в западной литературе и нумизматике) Фарро ассоциируется с Гермесом – богом торговли, прибыли, разумности из греческого пантеона.
Поскольку в древнеиранской мифологии Фарн одновременно выступал как неперсонифицированное сакральное начало абстрактного или конкретного (материального) характера, и как персонифицированный божественный персонаж, Фарро можно рассматривать как один из вариантов персонификации этого начала с человеческими чертами.
Имя бога Фарро обнаружено в надписях из буддийских храмов Фаязтепа и Дальверзин-Тепе. Примечательно, что буддийский храмовый комплекс Фаязтепа датирован I-III веком до н.э. Следовательно, образ бога Фарро был известен в докушанский период, но именно кушаны активно помещают этого бога на своих монетах. Городище Дальверзин-Тепе, в котором также найдены изображения Фарро, датируется III-IV вв. н.э. – периодом существования и заката Кушанского царства. По мнению историков, это может свидетельствовать, во-первых, о слиянии в буддизме образов божеств иных религиозных систем. Во-вторых – свидетельствовать о наличии культа - религиозных церемоний, посвященных богу Фарро и о его тесной связи с буддистской религиозной традицией.
Считается, что именно Фарро изображен на личной печати махасатрапа из Махтуры по имени Харбалан (Харапаллан), датируемой I-II вв. н.э. Вместе с Фарро изображена, предположительно, богиня Ардохш, которая могла быть его супругой.

Бог Фарро на монете кушанского царя Хувишки. Золотой динар. Масса 8,01 г. Чеканен во II в. н. э. Лицевая сторона: бюст царя в головном уборе и нимбом повернут влево. В руках копье и скипетр. Оборотная сторона: Бог Фарро с копьем держит на вытянутой руке огонь. Слева от бога тамга царя Хувишки, справа надпись на бактрийском «ФАРРО»

Изображения Фарро широко известны и по кушанским монетам. В числе правителей, помещавших бога Фарро на своих монетах - Канишка и Хувишка.